# (9881) Sampson
(9881) Sampson, désignation provisoire 1994 SE, est un astéroïde de la ceinture principale aréocroiseur découvert en 1994.

## Description
(9881) Sampson a été découvert le 25 septembre 1994 à l'observatoire de Siding Spring, situé près de Coonabarabran, en Nouvelle-Galles du Sud, en Australie, par Robert H. McNaught.

### Caractéristiques orbitales
L'orbite de cet astéroïde est caractérisée par un demi-grand axe de 2,34 UA, un périhélie de 1,38 UA, une excentricité de 0,41 et une inclinaison de 8,08° par rapport à l'écliptique. Du fait de ces caractéristiques, à savoir un demi-grand axe inférieur à 3,2 UA et un périhélie compris entre 1,3 et 1,666 UA, il croise l'orbite de Mars et est classé, selon la JPL Small-Body Database, comme astéroïde aréocroiseur (aréo venant de Arès).

### Caractéristiques physiques
(9881) 1994 SE a une magnitude absolue (H) de 15,7 et un albédo estimé à 0,179.

## Étymologie
Cet astéroïde est nommé en l'honneur de Ralph Allen Sampson (1866–1939).